# Przymorze Małe
Przymorze Małe (in tedesco: Konradshammer) è una frazione di Danzica, situata nella parte settentrionale della città.